# Unterspreewald (Gemeinde)
Die Gemeinde Unterspreewald liegt im Landkreis Dahme-Spreewald in Brandenburg. Sie wird vom Amt Unterspreewald verwaltet.

## Gemeindegliederung
Die Gemeinde Unterspreewald gliedert sich in die Ortsteile, Gemeindeteile und Wohnplätze:
- Leibsch mit dem bewohnten Gemeindeteil Leibsch-Damm
- Neu Lübbenau
- Neuendorf am See mit den Wohnplätzen Kietz und Wutscherogge

## Geschichte
Leibsch wurde im Jahr 1004 als Liubsi erstmals urkundlich erwähnt. Die „Colonie Neu Lübbenau“ wurde Mitte des 18. Jahrhunderts gegründet. Der ursprüngliche Name des Orts war „Libbenauerei im Schadowschen Busch“. Das alte Fischerdorf Neuendorf am See war um 1200 ein Vorwerk des Klosters Mönchehofe (heute Münchehofe). Die drei Orte gehörten seit 1816 zum Kreis Beeskow-Storkow in der Provinz Brandenburg und ab 1952 zum Kreis Lübben im DDR-Bezirk Cottbus. Seit 1993 liegen die Orte im brandenburgischen Landkreis Dahme-Spreewald.
Die Gemeinde Unterspreewald entstand am 31. Dezember 2001 aus dem freiwilligen Zusammenschluss der bis dahin selbstständigen Gemeinden Leibsch, Neu Lübbenau und Neuendorf am See.

## Bevölkerungsentwicklung
| Jahr | Leibsch | Neu Lübbenau | Neuendorf am See | Insgesamt |      | Jahr | Unterspreewald |
| ---- | ------- | ------------ | ---------------- | --------- | ---- | ---- | -------------- |
| 1875 | 457     | 708          | 333              | 1 498     | 2001 | 906  |                |
| 1910 | 353     | 632          | 316              | 1 301     | 2005 | 869  |                |
| 1939 | 307     | 519          | 310              | 1 136     | 2010 | 862  |                |
| 1946 | 404     | 674          | 412              | 1 490     | 2015 | 851  |                |
| 1950 | 351     | 654          | 388              | 1 393     | 2020 | 809  |                |
| 1971 | 247     | 458          | 259              | 0964      | 2021 | 789  |                |
| 1990 | 267     | 461          | 254              | 0982      | 2022 | 745  |                |
| 1995 | 242     | 449          | 248              | 0939      | 2023 | 731  |                |
| 2000 | 227     | 423          | 243              | 0893      | 2024 | 735  |                |

Gebietsstand des jeweiligen Jahres, Einwohnerzahl: Stand 31. Dezember, ab 2011 auf Basis des Zensus 2011, ab 2022 auf Basis des Zensus 2022

## Politik

### Gemeindevertretung
Die Gemeindevertretung von Unterspreewald besteht aus zehn Gemeindevertretern und dem ehrenamtlichen Bürgermeister. Die Kommunalwahl am 9. Juni 2024 führte bei einer Wahlbeteiligung von 75,0 % zu folgendem Ergebnis:
| Wählergruppe                       | Stimmenanteil | Sitze |
| ---------------------------------- | ------------- | ----- |
| Wählergruppe Unterspreewald        | 72,1 %        | 7     |
| Wählergruppe Freiwillige Feuerwehr | 27,9 %        | 3     |

Die Wählergruppe Unterspreewald hatte nur sechs Kandidaten zur Wahl aufgestellt, daher bleibt ein Sitz in der Gemeindevertretung unbesetzt.

### Bürgermeister
- 2003–2014: Arno Pötschick[8]
- 2014–2019: Lothar Lorenz (Wählergruppe Freiwillige Feuerwehr)[9]
- seit 2019: Daniel Neumann (Wählergruppe Unterspreewald)

Neumann wurde bei der Bürgermeisterwahl am 9. Juni 2024 ohne Gegenkandidaten mit 57,8 % der gültigen Stimmen für eine weitere Amtszeit von fünf Jahren gewählt.

### Wappen
Das Wappen wurde am 8. Oktober 2014 vom Ministerium des Innern des Landes Brandenburg genehmigt. Die Gemeinde übernahm das 1996 dem alten Amt Unterspreewald genehmigte Hoheitszeichen.
| Wappen von Unterspreewald | Blasonierung: „Unter grünem Schildhaupt, darin drei silberne Kienäpfel balkenweise, in Gold eine schwarze Libelle mit blauen Flügeln, nach der Figur begleitet von zwei schwarzen Rohrkolben mit abgeknickten Blättern.“ |
| Wappen von Unterspreewald | |

## Sehenswürdigkeiten

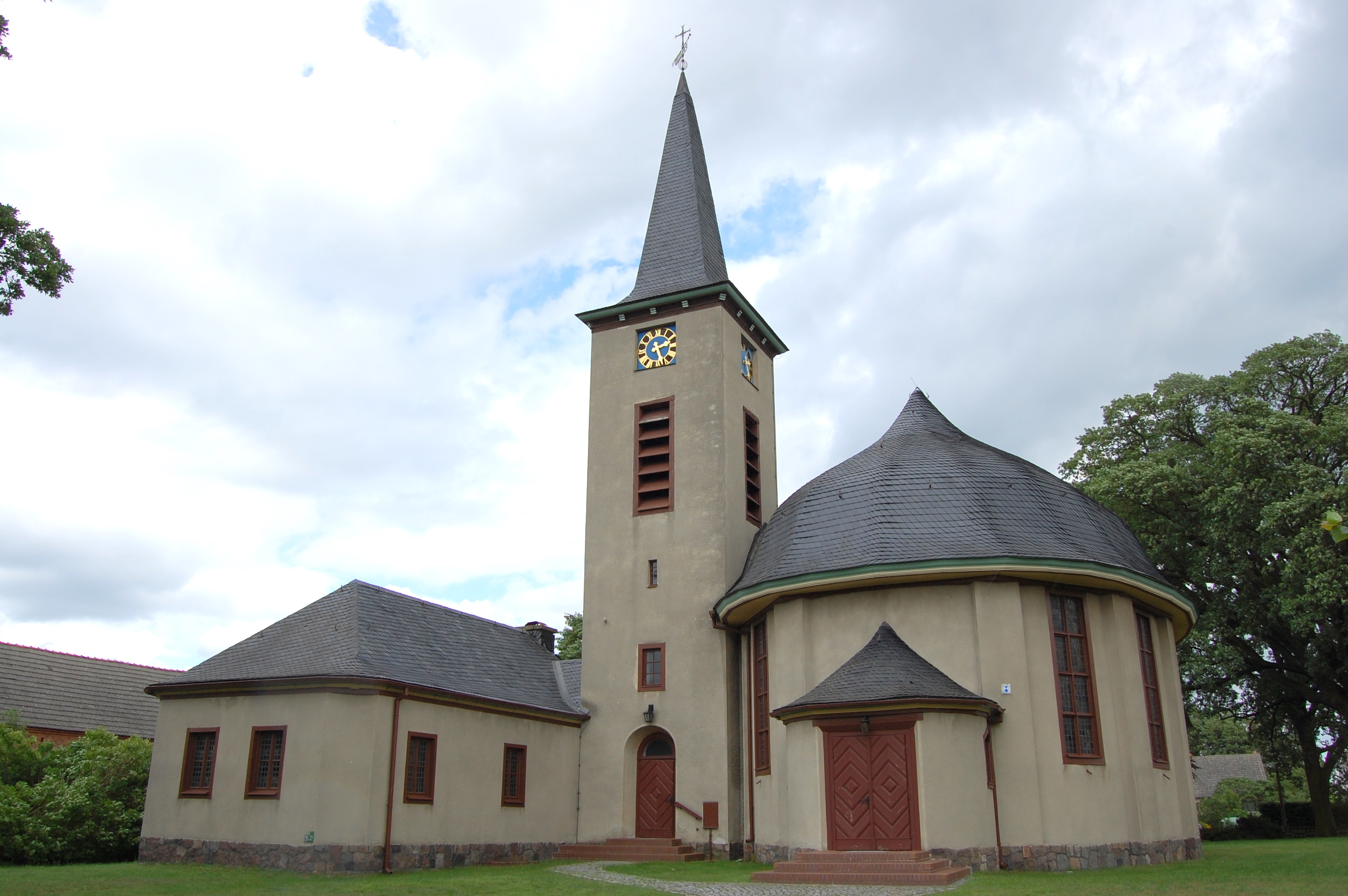
Dorfkirche Neu Lübbenau

In der Denkmalliste steht die 1939 erbaute Dorfkirche Neu Lübbenau. Zur Gemeinde gehört auch der Neuendorfer See.

## Verkehr
Die Ortsteile Leibsch und Neu Lübbenau liegt an der Bundesstraße 179 zwischen Märkisch Buchholz und Groß Leuthen.

## Persönlichkeiten
- Hans von Rochow (1596–1660), Oberst, Besitzer des Gutes Neuendorf am See mit Koplin
- Dietrich Koenemann (1824–nach 1874), Schriftsteller, geboren in Neuendorf am See[13]
- Martin Delius (* 1984), Politiker (Piratenpartei, Die Linke), wuchs in Neu Lübbenau auf